# Nuova Riveduta
La Nuova Riveduta è una versione italiana della Bibbia. Essa è in continuità con la Riveduta Luzzi del 1924, in quanto questa versione della Bibbia è stata realizzata partendo da una revisione della Bibbia di Giovanni Luzzi da parte della Società Biblica di Ginevra e pubblicata per la prima volta nel 1994. A questa revisione hanno partecipato Bruno Corsani, Bruno Costabel e Salvatore Rapisarda; successivamente (nel 1997, 2002 e 2006) è stata ulteriormente rivista.
La versione Luzzi, che a sua volta è una revisione della traduzione di Giovanni Diodati del XVII secolo, nell'Antico Testamento traduceva l'ebraico Jahvè con l'Eterno. La Bibbia Luzzi (o Bibbia riveduta) integrava i testi greci riscoperti solamente tra la fine del XIX e gli inizi del XX secolo, dopo una serie di modifiche e revisioni succedutesi nei decenni successivi alla Bibbia di Diodati. Le nuove revisioni tengono via via conto delle concezioni scientifiche più recenti di critica testuale.
È una Bibbia molto diffusa nel mondo protestante, evangelico e primitivista; il quale, rifacendosi al principio "Sola Scriptura" di Lutero, afferma di valorizzare al massimo il testo biblico in chiave moderna, ritenendolo unica fonte della parola di Dio. Questa traduzione, nello specifico, ha la particolarità di tenersi al passo con le evoluzioni della lingua italiana e con gli ultimi ritrovamenti archeologici (es. grotte di Qumran). Anche la Nuova Riveduta sostituisce il nome Divino tetragramma biblico YHWH, presente nei testi originali ebraici, con la parola SIGNORE. A differenza di altre traduzioni però, questo testo è scritto in caratteri maiuscoli, permettendo al lettore attento di valutare il gran numero di volte che il tetragramma biblico è presente nel testo e di distinguerlo (solo nel caso di testo letto ma non ascoltato) dal termine Signore (non maiuscolo), che è la traduzione di un'altra parola ebraica «Adonai».